# La Source (magasin)
La Source (Bell) Électronique inc., commercialisé en tant que La Source (The Source), était une chaîne de magasins canadienne d'appareil électroniques grand public et de téléphones portables. La chaîne a été présente pendant plus de 50 ans au Canada, d'abord sous le nom de Radio Shack, puis sous le nom de La Source par Circuit City. La Source appartenait à BCE Inc., qui a acheté les actifs de InterTAN (en) de sa société mère, le détaillant américain Circuit City, en 2009. Le siège social de La Source était situé à Barrie, en Ontario.
Au début de 2024, BCE a annoncé qu'elle mettrait fin aux activités de La Source en tant que chaîne indépendante, avec la fermeture définitive d'environ un tiers des emplacements, et d'autres transitions vers un partenariat de licence de marque avec l'ancien concurrent Best Buy sous la bannière Best Buy Express, à la fin de l'année. BCE continuera de posséder, d'exploiter et de gérer les emplacements, et continuera d'offrir exclusivement des services de télécommunications à partir des filiales de BCE, y compris Bell Canada, mais après le changement de marque, les emplacements recevront un inventaire de produits via Best Buy, et offriront des services tels que la Geek Squad et le ramassage et les retours en magasin pour les commandes en ligne Best Buy.

## Histoire

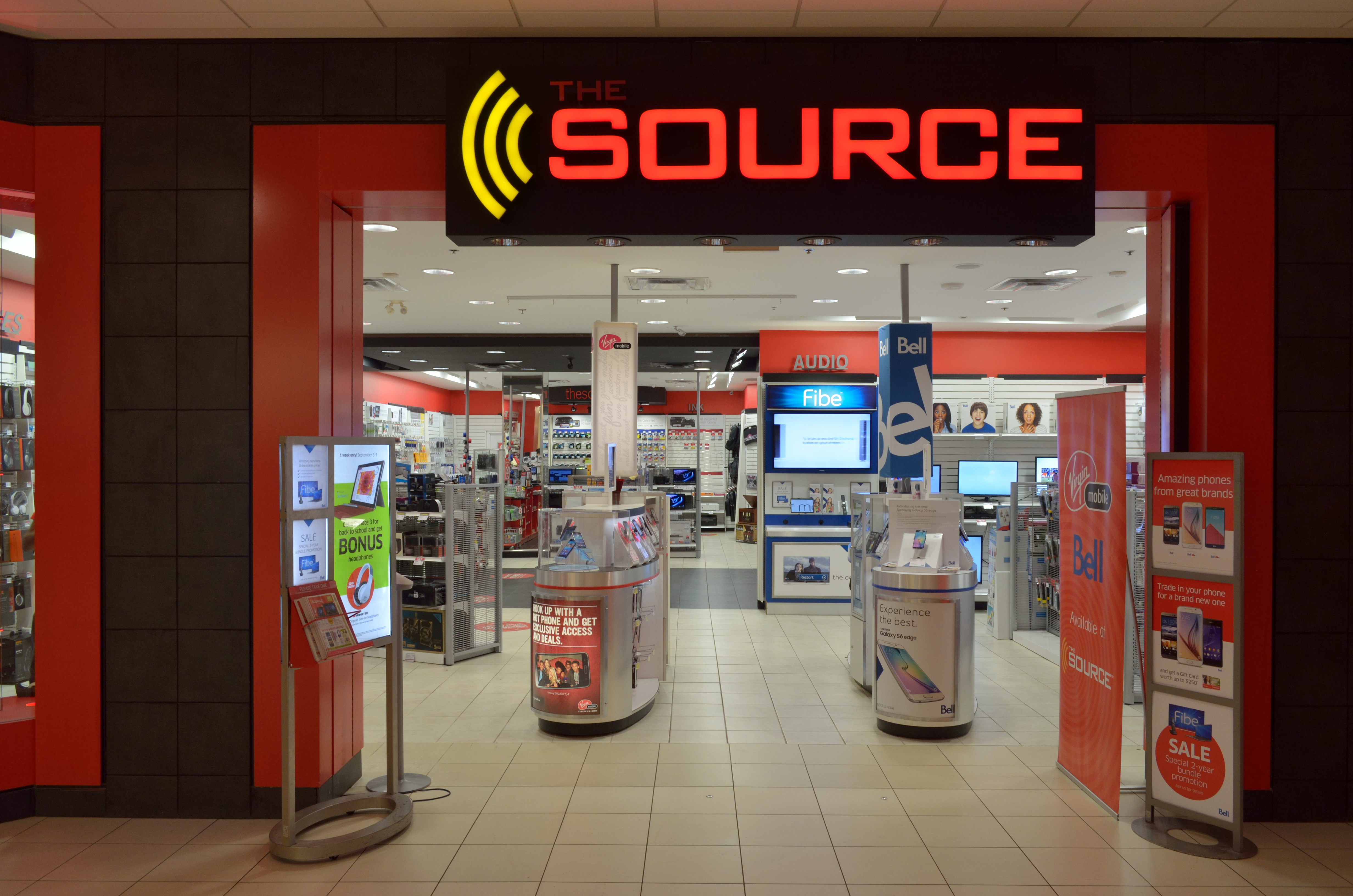
Magasin à Promenade en 2015

La Source a commencé en 1986 en tant que la branche canadienne de Radio Shack (plus tard RadioShack). Le premier magasin Radio Shack au Canada a ouvert ses portes le 20 avril 1970 à Rexdale, en Ontario. La chaîne appartenait à l'origine à la société mère américaine de Radio Shack, Tandy Corporation, mais a été scindée en juin 1986, avec le reste des opérations internationales de Tandy, sous le nom de InterTAN (en). Un accord de licence avec ce qui est devenu RadioShack Corporation a permis à InterTAN de continuer à utiliser le nom et le logo de la chaîne. InterTAN a abandonné ses magasins non rentables d'Allemagne de l'Ouest en 1987, a quitté la Belgique et la France en 1993, a vendu ses magasins britanniques à Carphone Warehouse en 1999 et a vendu ses magasins australiens à Dick Smith Electronics (en), filiale de Woolworth, en 2002, ne laissant que les magasins canadiens Radio Shack, Battery Plus et les magasins Rogers Plus (en)).

### La Source
En mai 2004, InterTan a été rachetée par Circuit City. Une semaine après la finalisation de l'acquisition, RadioShack Corporation a intenté une action en justice devant le 352e tribunal de district judiciaire du comté de Tarrant, au Texas, pour mettre fin à l'accord de licence. RadioShack Corporation a affirmé qu'InterTAN avait violé les termes de leur accord. Le 24 mars 2005, le juge du tribunal de district s'est prononcé en faveur de RadioShack et a annulé l'accord. La décision interdit à InterTAN d'utiliser le nom de la marque sur ses magasins ou dans l'un de ses produits, emballages et publicités après le 30 juin 2005.

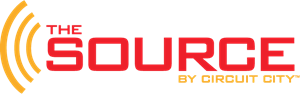
Logo en anglais de 2005 à 2009

Le 26 avril 2005, Circuit City a annoncé que les magasins seraient renommés La Source par Circuit City (The Source by Circuit City). Le processus de changement de marque a été achevé dans la majorité des magasins canadiens de la chaîne le 1er juillet 2005. La chaîne a également introduit de nouvelles marques maison, notamment Nexxtech et Vital, à la place des marques de magasin RadioShack.
En février 2007, La Source a annoncé la fermeture de 62 magasins à faible volume partout au Canada. Le 30 mars 2007, Circuit City a annoncé à ses actionnaires qu'elle recherchait des options, notamment la vente de la filiale InterTAN/La Source, afin de réduire ses pertes. Le 10 novembre 2008, InterTAN a demandé la protection de ses créanciers, après que Circuit City s'est mis sous la faillite du chapitre 11.
Circuit City a annoncé le 16 janvier 2009 que ses magasins homonymes aux États-Unis seraient liquidés. La Source n'a pas été affectée par l'annonce et un processus a suivi pour vendre les opérations canadiennes comme une préoccupation croissante.

Logo de 2009 à 2019

Le 2 mars 2009, à la suite de la faillite de Circuit City, Bell Canada a annoncé l'acquisition des 750 magasins de la chaîne. L'acquisition a été finalisée le 1er juillet pour un prix d'achat final de 135 millions USD, à la suite de quoi la chaîne a retiré « par Circuit City » de son nom. Avant janvier 2010, les magasins vendaient des services de téléphonie mobile du principal concurrent de Bell, Rogers Sans-fil; à ce stade, la chaîne a commencé à commercialiser exclusivement les services sans-fil (y compris Bell Mobilité et Virgin Mobile), de télévision et Internet appartenant à Bell. La Source a continué de vendre une gamme complète de produits électroniques grand public.

### Best Buy Express
Le 18 janvier 2024, Bell a annoncé qu'il conclurait un accord de franchise avec Best Buy Canada pour renommer certains emplacements La Source en Best Buy Express,,. Les magasins seront intégrés aux opérations de vente au détail de Best Buy, offrant un ramassage en magasin pour les commandes en ligne sur le site web de Best Buy et des services d'assistance technique sous la bannière Geek Squad. Les magasins resteront par ailleurs détenus et exploités par BCE sous licence et continueront d'offrir exclusivement des services de télécommunications appartenant à Bell (contrairement aux kiosques Best Buy Mobile dans les magasins Best Buy à grande surface, qui offrent des services de plusieurs fournisseurs). Best Buy a déclaré que l'accord doublerait à peu près son nombre total de magasins de détail au Canada et étendrait sa présence au détail sur de nouveaux marchés.
Le premier magasin Best Buy Express converti a ouvert ses portes au Guildford Town Centre (en) à Surrey, en Colombie-Britannique, le 26 juin 2024; graduellement jusqu'en octobre 2024, 167 des près de 300 emplacements de La Source ont été convertis en Best Buy Express, et tous les autres emplacements ont fermé définitivement,,. La Source a également fermé son siège social de Barrie.